# Kocham kino (film 1987)
Kocham kino – polski film psychologiczny z 1987 roku w reżyserii Piotra Łazarkiewicza.
Plenery: Lubomierz i Pilchowice (most kolejowy).

## Fabuła
Maria to kierowniczka kina Jutrzenka, będącego ostatnim kinem w okolicy i przez nikogo już nie odwiedzanym. Kobieta przed laty zakochała się w aktorze Korwinie – odtwórcy głównej roli w filmie Ręce pianisty, który kręcony był w tym miasteczku. Zdecydowała się wtedy porzucić najbliższą rodzinę. Jednak dwa lata później samotna wróciła. Do Lubienia przybywa jej dorosły już syn Paweł. W trakcie projekcji Rąk pianisty Maria umiera. Paweł kontynuuje pasję matki i wraz z Joanną, dziewczyną adoptowaną przez Marię, którą z wzajemnością pokochał, walczy o niedopuszczenie do likwidacji Jutrzenki.

## Obsada
- Elżbieta Czyżewska jako Maria
- Marek Probosz jako Paweł
- Joanna Kreft jako Joanna
- Henryk Bista jako kinooperator
- Maria Chwalibóg jako macocha Pawła
- Bogusław Linda jako Korwin
- Jerzy Trela jako Jarecki
- Antoni Krauze jako ojciec Pawła
- Joanna Wizmur jako Maria w młodości
- Piotr Łazarkiewicz jako reżyser Rąk pianisty
- Jerzy Block jako zawiadowca stacji

## Nagrody
- 1988: nagroda honorowa MFF w Turynie